# Podul Maria Valeria
Podul Maria Valeria (în maghiară Mária Valéria híd, în slovacă Most Márie Valérie) leagă orașele Esztergom și Štúrovo, peste Dunăre.

## Istoric
Podul inițial, inaugurat în 1895, a fost aruncat în aer în 1944, de trupele germane aflate în retragere.